# Pierre Aubery
Pierre Aubery, né le 8 août 1920 à Mont-Saint-Aignan et mort le 29 mai 2009 à Oakland (Californie), est un historien français.

## Biographie
Pierre Aubery est né à Mont-Saint-Aignan et a grandi au Havre dans un foyer de femmes seules (arrière-grand-mère, grand-tante, tante et mère) qui vivaient sur un seul salaire fixe.
À l’École primaire supérieure du Havre, il est l’élève de Marius Grout qui le pousse à faire des études et lui trouve plus tard, en 1938, un poste de pion à l’École primaire supérieure de Montivilliers où il fait la connaissance de Roger Hébert et de Émile Danoën avec lesquels il formera à vie, un trio amical indéfectible.
Après avoir servi d’interprète entre les équipages des cargos américains et les dockers, il devient journaliste. Il collabore aux quotidiens Le Havre Éclair, Le Havre Libre, Le Monde…
À Paris, Émile Danoën présente le premier manuscrit de son ami à Louis Aragon qui le publie à La Bibliothèque française.
Ayant obtenu une bourse Fulbright, Pierre Aubery quitte la France pour devenir enseignant aux États-Unis d'où il envoie régulièrement une « Lettre d’Amérique » à la revue syndicaliste La Révolution prolétarienne fondée par Pierre Monatte en 1925.
Il meurt aux États-Unis en 2009.

## Publications
- Albert Camus et la classe ouvrière, New York, [S.l.], 1958
- Anarchiste et décadent : Mécislas Golberg, 1868-1907 : biographie intellectuelle suivie de fragments inédits de son Journal, Paris, Lettres Modernes Minard, 1978
- Anatole France et la révolution bolchevique, Arras, Impr. S.E.P., 1954
- Juifs et Canadiens, avec Naïm Kattan, Montréal, Éditions du jour, 1967
- Le Siège et la bataille du Havre, 1er au 12 septembre 1944, d'après des documents anglais, Rouen, Association d'Études normandes, 1954
- Les Américains au Havre, Paris, La Bibliothèque française, 1948
- Les illusions perdues d’un journaliste de province, Le Havre, Éditions du Libertaire, 2004
- Les I.W.W. (Industrial Workers of the World), rebelles du syndicalisme américain, Paris, M. Rivière, 1954
- Mécislas Golberg et l’art moderne, Paris, Gazette des beaux arts, 1965
- Milieux juifs de la France contemporaine à travers leurs écrivains, Paris, Plon (Recherches en sciences humaines), 1957
- Mise en valeur de la Normandie, avec Jean Yver, Émile Rideau, Pierre Sédille et René Étienne, Rouen, Association d'Études normandes, 1954
- Pour une lecture ouvrière de la littérature, Paris, Les Éditions syndicalistes, 1969
- Quelques problèmes et perspectives des universités américaines, Arras, Société d'éditions du Pas-de-Calais, 1965
- Quelques sources du thème de l'action directe dans Germinal, Syracuse, Syracuse University, Department of romance languages, 1959